# Karalgazi, Kazımkarabekir
Karalgazi là một xã thuộc huyện Kazımkarabekir, tỉnh Karaman, Thổ Nhĩ Kỳ. Dân số thời điểm năm 2011 là 120 người.